# Guéhenno
Guéhenno (bretonisch: Gwezhennoù; Gallo: Gèceno) ist eine französische Gemeinde mit 804 Einwohnern (Stand 1. Januar 2022) im Département Morbihan in der Region Bretagne.

## Geographie
Guéhenno liegt im südlichen Teil der Bretagne im Zentrum des Départements Morbihan und gehört zum Pays de Pontivy.
Nachbargemeinden sind Guégon im Norden und Nordosten, Cruguel und Billio im Südosten, Saint-Jean-Brévelay im Südwesten, Bignan im Westen sowie Buléon im Nordwesten.
Durch den Ort verläuft die D778 von Saint-Jean-Brévelay nach Josselin. Wichtig für den überregionalen Verkehr ist die N24 von Lorient nach Rennes. Der nächste Anschluss an diese ist 5 km nördlich in La Pointe.
Die beiden Bäche Sédon und Lay sowie etliche Teiche und Weiher sind die Hauptgewässer der Gemeinde. Entlang der Bäche verläuft teilweise die Gemeindegrenze.

## Bevölkerungsentwicklung
| Jahr      | 1962 | 1968 | 1975 | 1982 | 1990 | 1999 | 2006 | 2019 |
| Einwohner | 975  | 900  | 849  | 844  | 835  | 730  | 786  | 800  |

## Geschichte
Guéhenno wird im Jahr 1260 erstmals unter dem Namen Monster-Guézenou erwähnt, bis ins 15. Jahrhundert hinein wird der Name Mouster-Guezenou verwendet. Er geht auf ein Kloster oder, was wahrscheinlicher ist, auf eine ländliche Kapelle zurück, die Saint Guéthénoc gewidmet war.
Die Gemeinde gehörte zur bretonischen Region Bro-Gwened (frz. Vannetais) und innerhalb dieser Region zum Gebiet Reter Bro Gwened (frz. Vannetais oriental) und teilt dessen Geschichte. 
Die Entdeckung zahlreicher polierter Steinäxte und einiger Tetricus-Münzen sowie das Vorhandensein kleiner Grabhügel im Grano-Moor zeugen von einer keltischen und dann gallo-römischen Besiedlung, außerdem befindet sich ein Miliarium auf dem Gemeindegebiet.
Jedes Jahr, am Michaelistag, fand auf dem Berg Guéhenno eine sehr wichtige Messe statt, bei der die Gräfin von Porhoët ein Standgeld verlangte.
Die Gemeinde war Schauplatz einiger Heldentaten der Chouannerie. Georges Cadoudal besiegte 1789 eine Truppe von Republikanern in Guéhenno, und 1791 weigerte sich Rektor Vincent Denouel den Eid auf die Zivilverfassung des Klerus zu leisten. Er wurde nach Guyana deportiert, wo er am 22. Dezember 1798 starb.
Von 1801 bis zu dessen Auflösung am 10. September 1926 gehörte sie zum Arrondissement Ploërmel. Von 1793 bis zu dessen Auflösung 1801 gehörte Guéhenno zum Kanton Plumelec.
Guéhenno war im Besitz der Chapelle Notre-Dame-ès-Brières, die nun zu Guégon gehört, und von Schloss Timbrieux, das sich heute auf dem Gebiet von Cruguel befindet.

## Sehenswürdigkeiten
- Ortszentrum, genannt Le Bourg
- irche Saint-Pierre-et-Saint-Jean-Baptiste aus dem 16. Jahrhundert
- Kapelle Saint-Michel (auch Kapelle vom Berg genannt) aus dem 15. und 16. Jahrhundert
- Dorffriedhof mit Kalvarienberg aus dem 16. Jahrhundert und Beinhaus aus den Jahren 1863/64
- altes Haus aus dem 16. Jahrhundert
- Herrenhaus von Lemay aus dem 16. Jahrhundert
- mehrere (Weg-)Kreuze, Brunnen und sieben Mühlen
- Hügelgrab in Lande de Grano

Quelle:

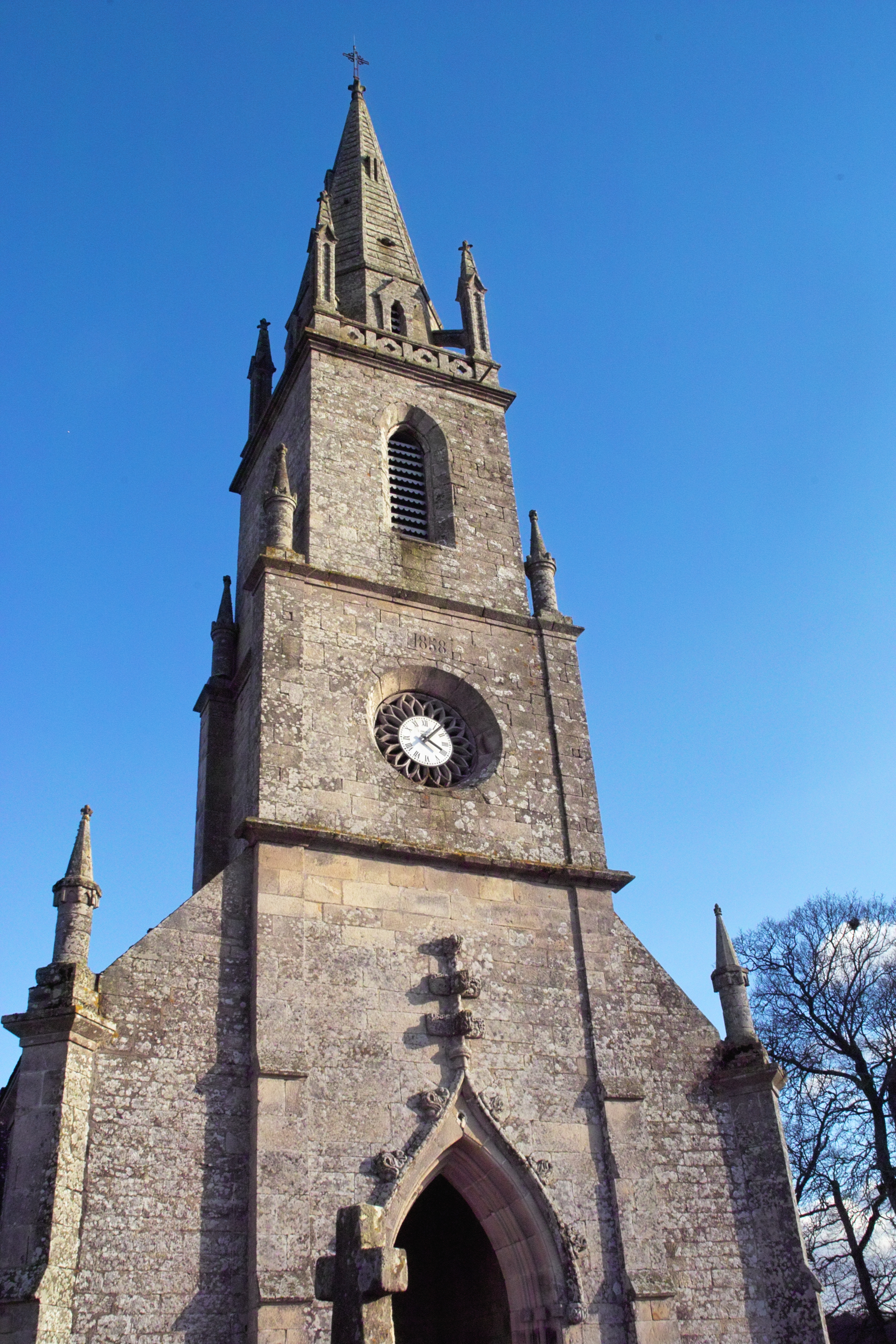
Dorfkirche von Guéhenno
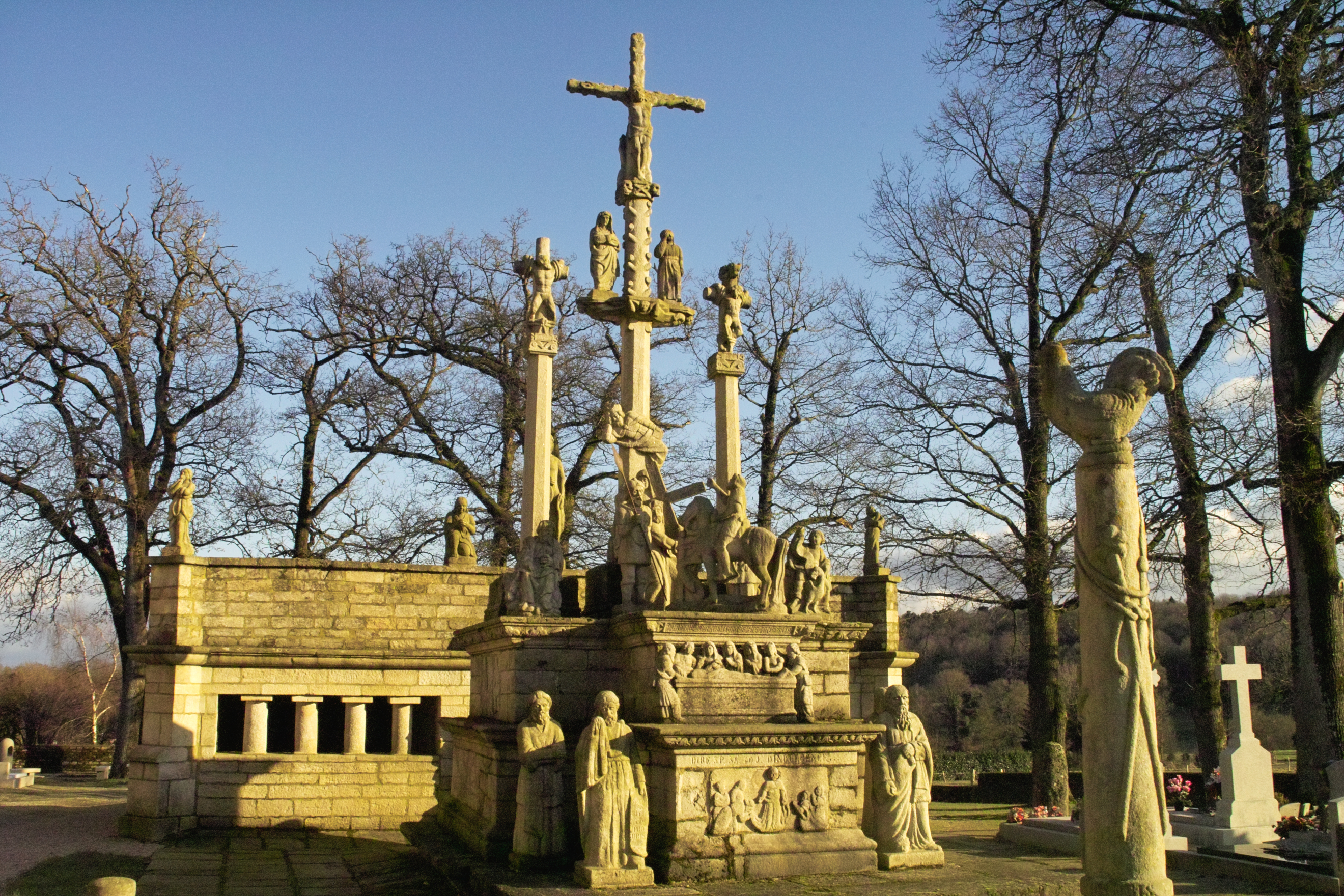
Kalvarienberg von Guéhenno